# Mårup Sogn
Mårup Sogn er et sogn i Hjørring Søndre Provsti (Aalborg Stift).
I 1800-tallet var Mårup Sogn anneks til Rubjerg Sogn. Begge sogne hørte til Vennebjerg Herred i Hjørring Amt. Rubjerg-Mårup sognekommune blev ved kommunalreformen i 1970 delt, så Mårup blev indlemmet i Hjørring Kommune og Rubjerg blev indlemmet i Løkken-Vrå Kommune, som ved strukturreformen i 2007 også indgik i Hjørring Kommune.

## Kirker
I Mårup Sogn ligger Lønstrup Kirke, der blev bygget i 1928 hvor Mårup Kirke var truet af havet. I 2008 var havet så tæt på Mårup Kirke at den blev lukket, og en nedtagning i etaper begyndte. I 2015 blev de sidste dele af kirken lagt på lager i Hjørring. I dag er det derfor kun Lønstrup Kirke, der fungerer som kirke.

## Stednavne
I sognet findes følgende autoriserede stednavne:
- Carstens Klit (bebyggelse)
- Harrerenden (bebyggelse)
- Holsts Klit (bebyggelse)
- Klitmarken (bebyggelse)
- Lyngholmen (bebyggelse)
- Lærkevangen (bebyggelse)
- Lønstrup (bebyggelse, ejerlav)
- Mikkelstrup (bebyggelse)
- Møllebakken (bebyggelse)
- Skavjorden (bebyggelse)
- Vester Vidstrup (bebyggelse, ejerlav)